# Stefan Richwien
Stefan Richwien (* 1947 in Weißenburg) ist ein deutscher Hörspielautor.

## Leben
Der in München lebende Autor schreibt Hörspiele für Kinder und Erwachsene (oft gemeinsam mit Heidi Knetsch), Erzählungen, Drehbücher und Features.  Mit Heidi Knetsch gewann er mehrere Kinderhörspielpreise, darunter den Prix Ex Aequo, zweimal (2012 und 2017) den Kinderhörspielpreis der Stadt Karlsruhe und 2000 den Dritten Preis beim Kinderhörspielpreis des MDR.

## Hörspiele (Auswahl)
Quelle: ARD-Hörspieldatenbank
Autor:
- 1983: Mit Co-Autor Franz-Maria Sonner: Suchen Sie Paul Koslowski! – Regie: Klaus Wirbitzky (Original-Hörspiel, Kriminalhörspiel – WDR)
- 1983: Mit Co-Autor Franz-Maria Sonner: Botschaft an die Nachwelt – Regie: Norbert Schaeffer (Kurzhörspiel HR)
- 1985: Mit Co-Autor Franz-Maria Sonner: Früh-Stück – Regie: Ulrich Lauterbach (Kurzhörspiel – HR)
- 1986: Mit Co-Autor Franz-Maria Sonner: Der grüne Punkt: Das Piratenschiff oder 50 Mark Taschengeld für Jo – Regie: Hans-Peter Bögel (Kurzhörspiel, Kinderhörspiel – SDR/SWF/SR)
- 1987: Der grüne Punkt: Vater ist wütend – Regie: Hartmut Kirste (Hörspiel – SDR/SWF/SR)
- 1988: Mit Co-Autor Franz-Maria Sonner: Galgenvogel – Regie: Wolf Euba (Hörspiel – BR)
- 1988: Mit Co-Autorin Heidi Knetsch: Der grüne Punkt: Der Mann im Müll – Bearbeitung und Regie: Carola Preuß (Kurzhörspiel, Kinderhörspiel – SDR)
- 1990: Der grüne Punkt: Die Leute von der W 13 – Regie: Hans-Peter Bögel (Kinderhörspiel – SDR/SWF/SR)
- 1990: Mit Co-Autorin Heidi netsch: Der grüne Punkt: Bei uns halten die Kinder zusammen – Regie: Hans-Peter Bögel (Kinderhörspiel – SDR/SWF/SR)
- 1990: Mit Co-Autorin Heidi Knetsch: Der grüne Punkt: Der Wolf und das Wölfchen – Regie: Hartmut Kirste (Kinderhörspiel – SDR/SWF/SR)
- 1990: Mit Co-Autorin Heidi Knetsch: Der grüne Punkt: Kein Platz nirgendwo – Regie: Uwe Berend (Kinderhörspiel – SDR/SWF/SR)
- 1990: Mit Co-Autorin Heidi Knetsch: Der grüne Punkt: Der Glückskuchen – Regie: Uwe Berend (Kinderhörspiel – SDR/SWF/SR)
- 1991: Mit Co-Autorin Heidi Knetsch: Kußkuß – Regie: Uwe Berend (Kinderhörspiel, Kurzhörspiel – SDR/SWF/SR)
- 1992: Mit Co-Autorin Heidi Knetsch: Showdown im SDR 3-Saloon: Hallo, hier ist Siegmund... – Regie: Claus Villinger (Originalhörspiel, Kurzhörspiel – SDR)
- 1993: Mit Co-Autorin Heidi Knetsch: Der Würfel und die Drei – Regie: Werner Simon (Originalhörspiel, Kinderhörspiel – BR)
- 1994: Mit Co-Autorin Heidi Knetsch: Jakob im Topf – Regie: Werner Simon (Originalhörspiel, Kinderhörspiel – BR)
- 1995: Mit Co-Autorin Heidi Knetsch: Luzifer und Engelhart – Regie: Marcus Everding (Originalhörspiel, Kinderhörspiel – BR)
- 1997: Mit Co-Autorin Heidi Knetsch: Stiefelzauber – Regie: Holger Buck (Kinderhörspiel – BR)
- 1997: Bakkarat – Regie: Hans-Peter Bögel (Hörspielbearbeitung – SDR)
- 2000: Mit Co-Autorin Heidi Knetsch: Die schwarze Rita – Regie: Angeli Backhausen (Originalhörspiel, Kinderhörspiel – BR)
  - Auszeichnung: Kinder- und Jugendhörspielpreis des MDR-Rundfunkrates 2000 (3. Platz)
- 2004: Mit Co-Autorin Heidi Knetsch: Weihnachtsmann polizeilich gesucht – Regie: Hartmut Kirste (Originalhörspiel, Kinderhörspiel – MDR)
  - Auszeichnung: Prix Ex Aequo 2007
- 2009: Mit Co-Autorin Heidi Knetsch: Der Teufel in der Grube. Hörspiel nach Motiven von Saki – Regie: Hans Helge Ott (Originalhörspiel, Kinderhörspiel – NDR)
- 2009: Mit Co-Autorin Heidi Knetsch: Emily Bell und der erste Schultag – Regie: Oliver Sturm (Originalhörspiel, Kinderhörspiel – Deutschlandradio)
- 2011: Mit Co-Autorin Heidi Knetsch: Die Helden von Klein-Gurkistan – Regie: Burkhard Ax (Originalhörspiel, Kinderhörspiel – WDR)
- 2011: Mit Co-Autorin Heidi Knetsch: Container-Paule – Regie: Robert Schoen (Originalhörspiel, Kinderhörspiel – HR/BR)
  - Auszeichnung: Kinder- und Jugendhörspielpreis des MDR-Rundfunkrates 2012 (3. Platz); Nominiert für den Deutschen Kinderhörspielpreis 2011

Bearbeitung (Wort) Heidi Knetsch/Stefan Richwien:
- 1994: Lyman Frank Baum: Der Zauberer von Oz (2 Teile) – Regie: Christoph Dietrich (Hörspielbearbeitung, Kinderhörspiel – SFB/NDR/RB)
- 2000: Charles Dickens: Der Raritätenladen (3 Teile) – Regie: Christiane Ohaus (Hörspielbearbeitung, Kinderhörspiel – RB/Barbara Asbeck)
- 2002: Lisa Tetzner: Die schwarzen Brüder (Ein- und zweiteilige Fassung) – Regie: Christiane Ohaus (Hörspielbearbeitung, Kinderhörspiel – RB/NDR/BR)
- 2004: Christa-Maria Zimmermann: Gefangen im Packeis – Die abenteuerliche Fahrt der Endurance (2 Teile) – Regie: Hans Helge Ott (Hörspielbearbeitung, Kinderhörspiel – NDR)
- 2012: Jimmy Docherty: Der große Baresi (2 Teile) – Regie: Hans Helge Ott (Hörspielbearbeitung, Kinderhörspiel, Kriminalhörspiel – NDR)
  - Auszeichnung: Kinderhörspielpreis der Stadt Karlsruhe 2012
- 2012: Nora Miedler: Warten auf Poirot. Alemannisches Kriminalhörspiel nach dem gleichnamigen Roman – Regie: Günter Maurer (Hörspielbearbeitung, Kriminalhörspiel, Mundarthörspiel – SWR)
- 2017: M. G. Leonard: Käferkumpel – Regie: Robert Schoen (Hörspielbearbeitung, Kinderhörspiel, Kriminalhörspiel – NDR/HR)
  - Auszeichnung: Kinderhörspielpreis der Stadt Karlsruhe 2017

## Hörbücher
Quelle: siehe
- Blasius und Godehard (mit Co-Autorin Heidi Knetsch, gelesen von Otto Sander)
- Biber & Specht, die Walddetektive 1–4  (mit Co-Autorin Heidi Knetsch, gelesen von Jürgen Thormann)
- Charles Dickens: Der Raritätenladen (mit Co-Autorin Heidi Knetsch) (CD-Edition des Hörspiels: Universal Music 2002)

## Filmografie
- 1986: Eine Schülerliebe (Drehbuch)